# TV Asta
TV Asta – lokalna stacja telewizyjna miasta Piła. 7 maja 2012 została uruchomiona wersja HDTV kanału.

## Początki TV Asta i inne
Początki telewizji Asta sięgają 1989 roku, kiedy to powstało „Przedsiębiorstwo Produkcyjno Handlowo Usługowe ASTRA PIŁA” s.c. Dopiero w 1994 roku sprzyjająca koniunktura na rynku, a także zapotrzebowanie na powstanie regionalnego medium zainicjowało powstanie własnego programu telewizyjnego w sieci kablowej. 15 grudnia 1994 roku Astra Piła s.c. uzyskała koncesję na nadawanie programu telewizyjnego pod nazwą „ASTRA”. Powstała w ten sposób Telewizja Astra Sp. z o.o. ze 100% kapitałem przedsiębiorstwa ASTRA Piła s.c. Decyzja o powołaniu nowej spółki podyktowana była również planami o dokapitalizowaniu działalności czysto medialnej spółki poprzez dopuszczenie inwestora strategicznego. W 2004 roku Telewizja Astra Sp. z o.o. zmieniła nazwę na TV ASTA Sp. z o.o., co wynikało z tego, iż nazwa ASTRA została zastrzeżona przez inną firmę działającą w podobnej branży. Swoje programy emituje w Pile, Złotowie, Ujściu, Wałczu, Czarnkowie, Chodzieży, Krajence oraz Mirosławcu. Aktualnie dociera do ponad 60 tys. osób. TV ASTA jako telewizja lokalna realizuje programy informacyjne, publicystyczne, sportowe, kulturalne i motoryzacyjne.
TV Asta należy do grupy Asta Group. Dostępna jest w sieci kablowej Asta-Net.